# Markt (Jena)

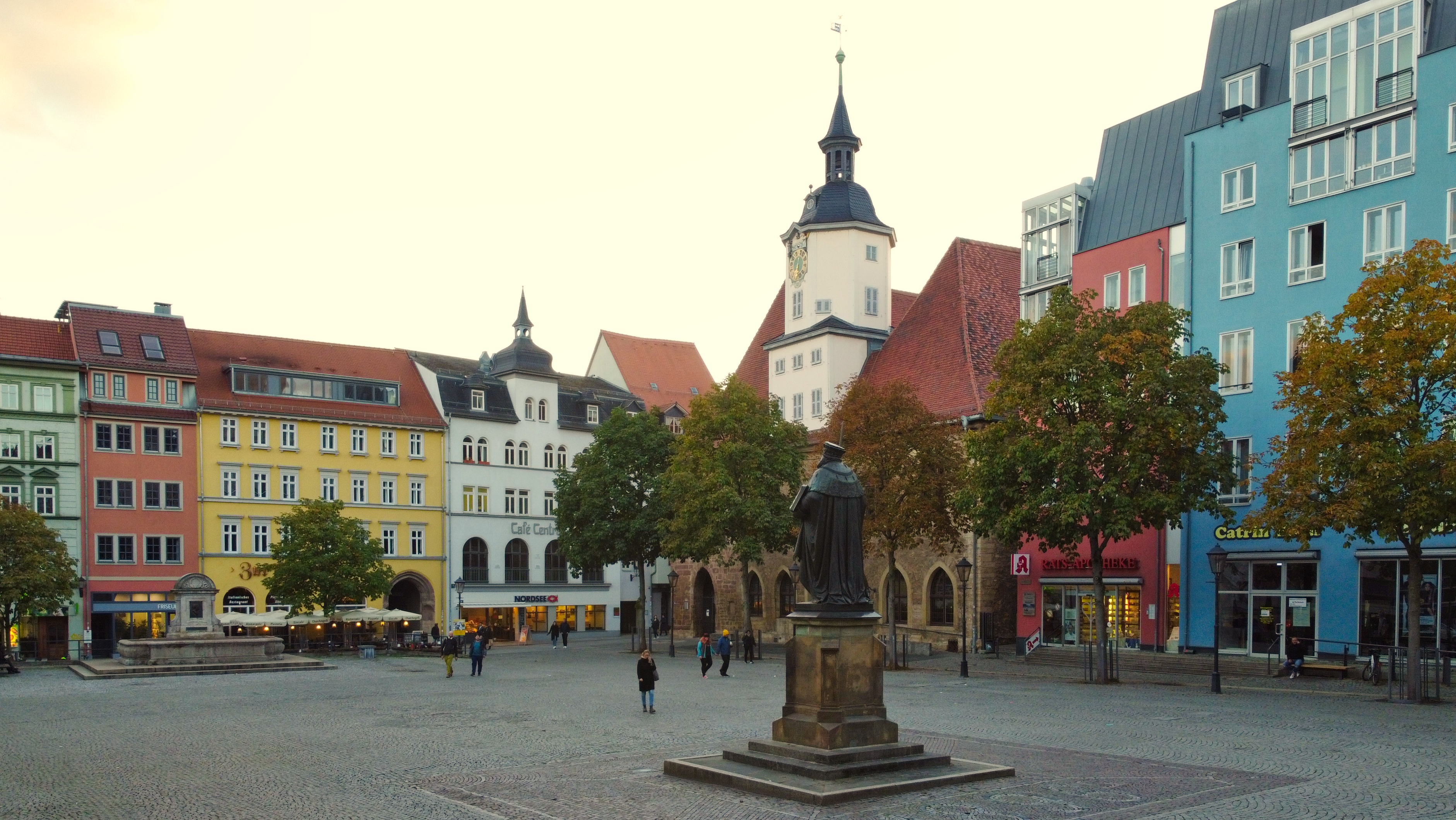
Markt mit Hanfried und Rathaus, 2022

Der Jenaer Marktplatz ist ein geschlossener Marktplatz von 5.000 m² Größe in der Jenaer Innenstadt. Sein Umriss wurde im Laufe seines Bestehens nie verändert. Der Marktort Jena erlangte um die Jahre 1175/80 das Münzrecht. 1368 wird das Jenaer Rathaus am Marktplatz zum ersten Mal urkundlich erwähnt, etwa 50 m nördlich des Marktplatzes wird ab Ende des 14. Jahrhunderts die Stadtkirche errichtet.

## Märkte

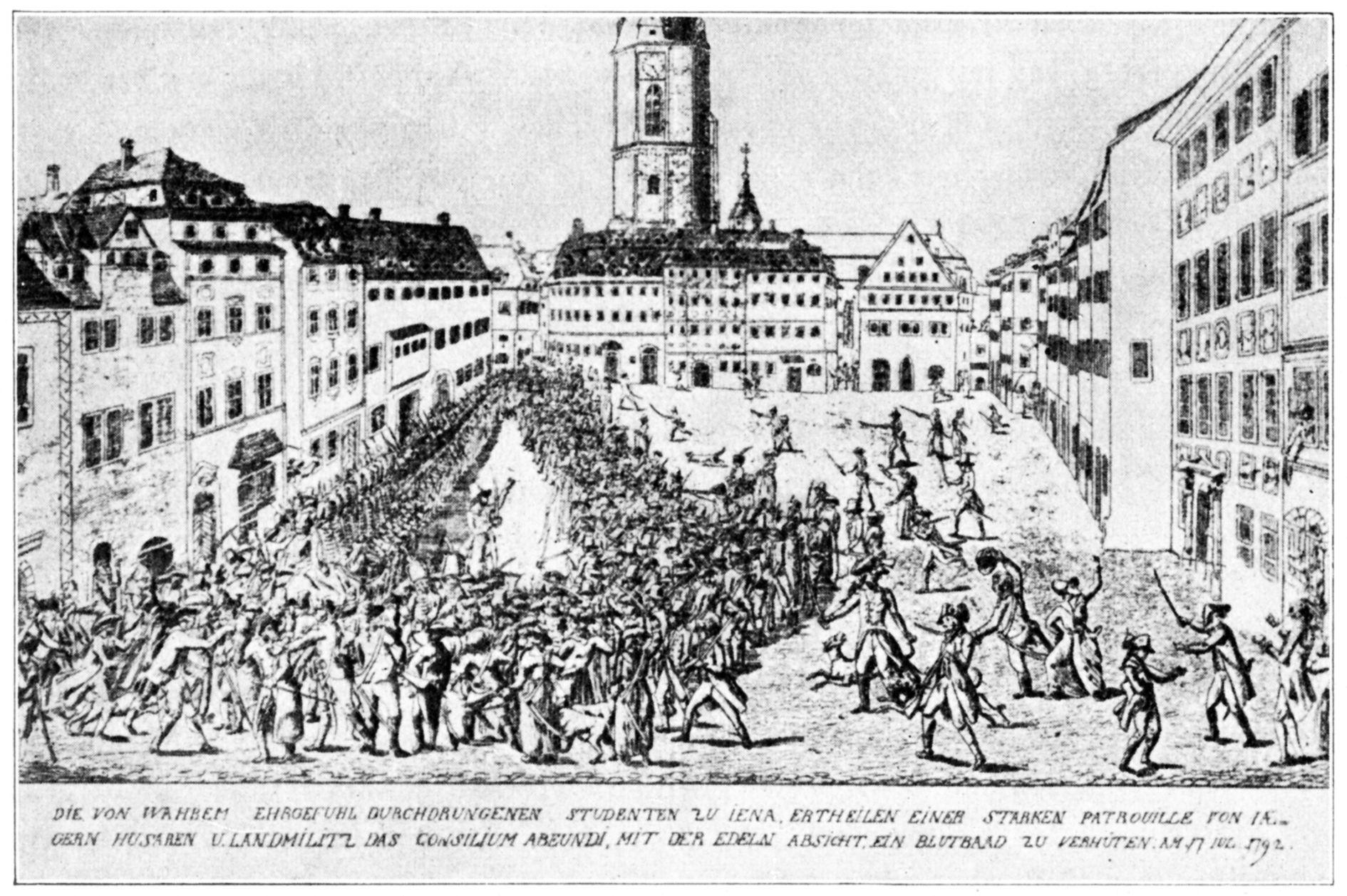
Studentenproteste auf dem Marktplatz 1792

Der Jenaer Marktplatz ist an vier Tagen in der Woche Schauplatz des Jenaer Wochenmarkts. Angeboten werden regionale Lebensmittel. Regelmäßig abgehaltene Märkte sind darüber hinaus der Töpfermarkt, der Frühlingsmarkt und der Weihnachtsmarkt.

## Rathaus mit Schnapphans
Das an der Südwestseite des Marktplatzes gelegene Rathaus mit einem barocken Fachwerkturm und spitz zulaufenden Walmdächern ist eines der ältesten erhaltenen Rathausgebäude Deutschlands. Die Anlage und Bauweise der Hallenkonstruktion des unteren Stockwerks geben Einblick in die Baugeschichte des 14. Jahrhunderts. Das Jenaer Rathaus besitzt eine astronomische Kunstuhr aus dem 15. Jahrhundert, über dem Ziffernblatt ist eines der „Sieben Wunder“ Jenas angebracht, der sogenannte Schnapphans.

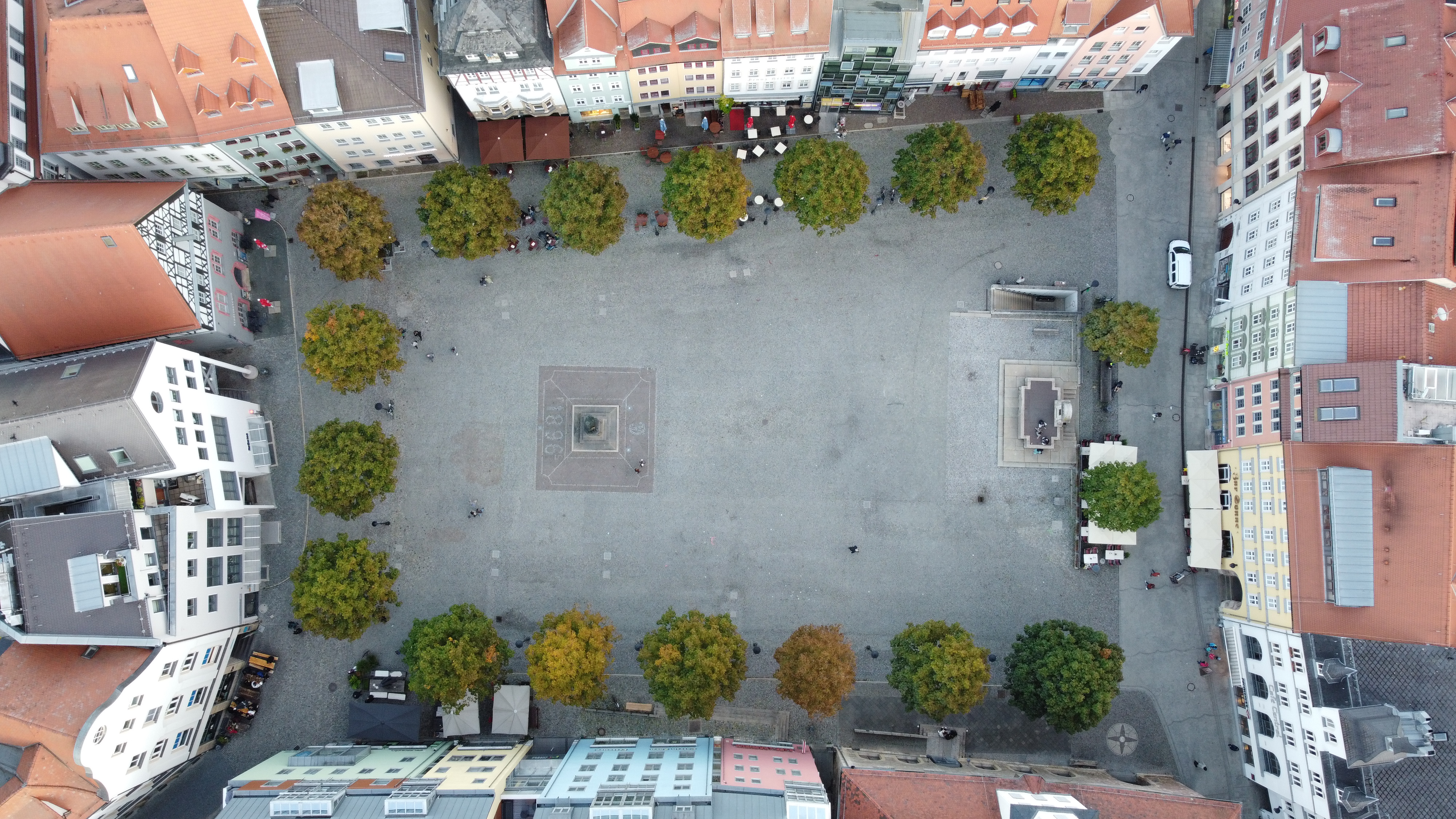
Draufsicht auf den Markt, 2022

## Hanfried-Denkmal
Das mittig auf dem Marktplatz gelegene Hanfried-Denkmal erinnert an den ehemaligen Landesherrn Johann Friedrich I. von Sachsen. Er war Führer der Protestanten im Schmalkaldischen Krieg und Initiator der Hohen Schule zu Jena, der heutigen Friedrich-Schiller-Universität.

## Stadtmuseum Göhre
1907 errichtete Paul Göhre an der Nordseite des Platzes ein stattliches neugotisches Haus mit Durchgang zum Markt, das heute als Stadtmuseum Göhre genutzt wird.